# Уральский русский народный хор
Уральский государственный академический русский народный хор — музыкальный коллектив, основанный в 1943 году в Екатеринбурге. Лауреат многих международных и российских конкурсов. В 1996 году получил звание академического.

## Основатели
Основатели Уральского хора — музыковед и фольклорист Лев Львович Христиансен, балетмейстер Ольга Николаевна Князева, хормейстер Неонилла Александровна Мальгинова.

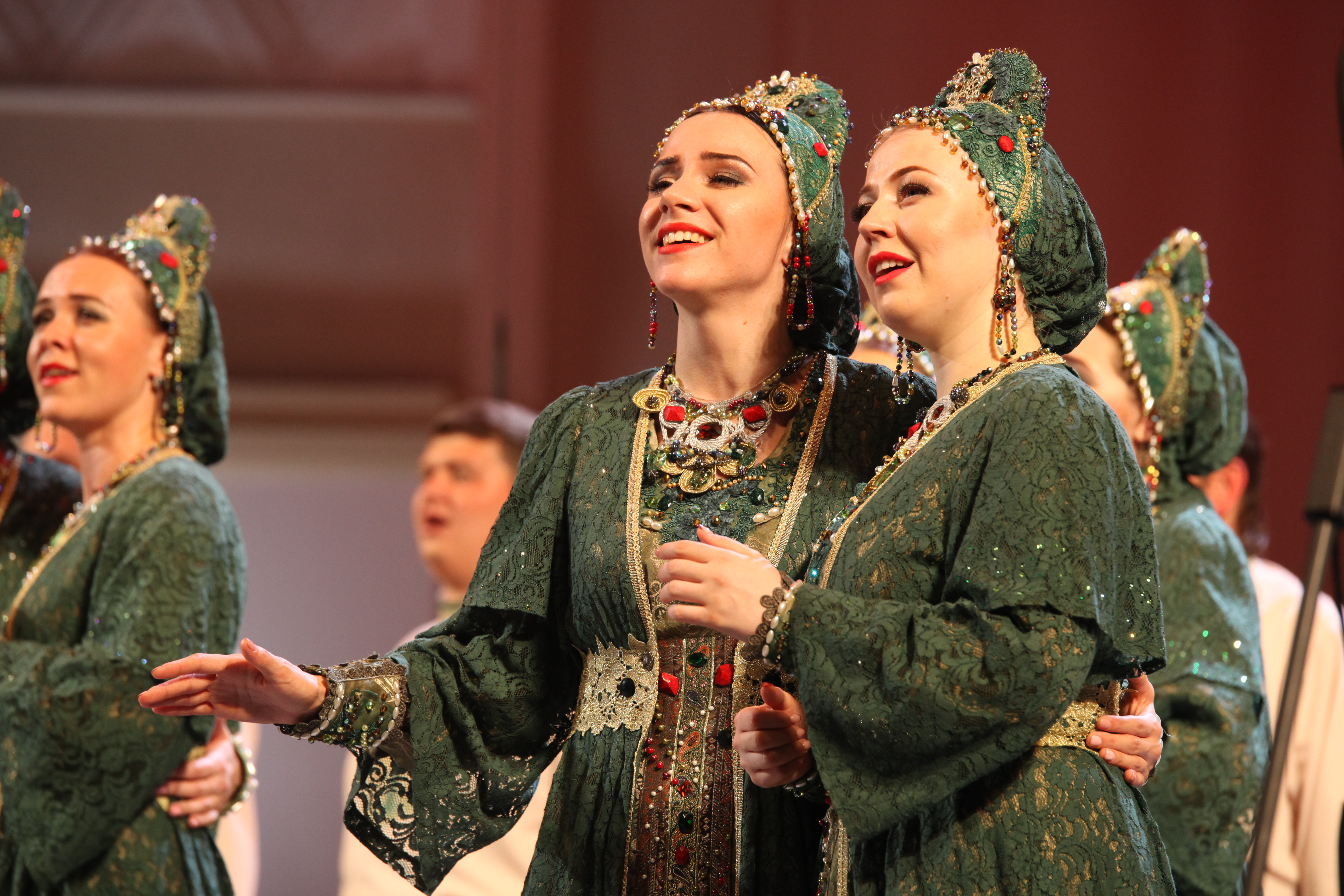

Хор организован в июле 1943 года, при Свердловской филармонии, на базе самодеятельных хоров из села Измоденово Белоярского района и села Покровское Егоршинского района Свердловской области, а также отдельных ярких, самобытных исполнителей из сёл Катарач Буткинского района и Малая Лая Кушвинского района Свердловской области.
Первый концерт коллектива состоялся 12 ноября 1944 года.
С 2017 года хор возглавляет выпускник отделения народного хора РАМ имени Гнесиных Николай Зайцев.

## Достижения
Уральский хор — лауреат конкурсов: международных — в Берлине (1951 г.) и Москве (1957 г.), всесоюзных — в Москве (в 1967 г. и 1970 г.). Коллектив — участник и дипломант множества конкурсов (в том числе международных, состоявшихся в Испании, Турции, Бельгии, Франции, Японии и др.) и российских фестивалей («Русская зима», «Московские звёзды», «Киевская весна», «Белая акация», «Красная гвоздика», «Оренбургский платок», «Синегорье» и др.). За время своего существования Уральский хор дал десятки тысяч концертов практически во всех городах России и более чем в 50 странах. Выступления хора с успехом проходили таких сценах, как Концертный зал «Плейель» (Франция), королевский театр «Друри-Лейн» (Лондон), художественный театр «Мансудэ» (КНДР), Концертный зал имени П.И. Чайковского, Государственный Кремлёвский Дворец, Большой театр и другие.
В 1980 году Уральский народный хор принимал участие в культурной программе «Олимпиада-80» в Москве, а в 1986 году, единственный из музыкальных коллективов, выступал перед ликвидаторами аварии на Чернобыльской АЭС, в непосредственной близости от реактора.
В 1996 году коллектив получил звание Академического.

С большим успехом прошёл в июне 2015 года гастрольный тур Уральского государственного академического русского народного хора по городам Франции и Бельгии. В марте 2016 года коллектив представил Россию на Всемирном фестивале культур в Нью-Дели (Индия), в июне 2017 года, в честь празднования Дня России, состоялись гастроли в республике Вьетнам. В январе 2018 года Уральский хор принял участие в Гала-концерте в посольстве РФ во Франции (г. Париж), в поддержку заявки г. Екатеринбурга на ЭКСПО-2025. 2019 год запомнился концертами в Эритрее, гастрольным туром по городам Беларуси и Республики Крым. В 2020 году с концертной программой «Легенда Урала» Уральский народный хор побывал в Туле, Вологде, Рязани, Костроме, Воронеже, Белгороде и др. российских городах, в рамках программы «Большие гастроли» и гастрольного проекта «Мы — Россия», при поддержке Министерство культуры Российской Федерации и ФГБУК «Росконцерт». В том же году коллектив организовал большую онлайн — акцию #споёмсуральскимхором, в которой приняли участие сотни любителей народной песни со всей России и за её пределами — Австралии, Франции, США.

## Репертуар
Уральский хор бережно хранит традиции народного творчества, оставаясь верен особым вокальным традициям Урала. Преобладание мягкой лирической манеры пения, небольшой диапазон, слитность, гармоническая чистота звучания, специфический уральский «окающий» диалект — все это выделяет Уральский народный хор среди других коллективов.
В его репертуаре — уральские народные песни, танцы и музыка Свердловской, Челябинской, Курганской областей и Пермского края. Лирические, свадебные, хороводные, игровые, шуточные, плясовые, частушки… Помимо обработок народных песен («Дубровушка», «На горе, на гороньке», «Садил, садил черемушку», «Позарастали стежки-дорожки», «Я сажу, сажу капустку» и др.), значительное место в репертуаре занимают и авторские произведения, написанные в народно-песенном стиле уральскими композиторами Е. Родыгиным, Ю. Воронищевым, В. Горячих, Е. Щекалевым, поэтами А. Керданом, Л. Сорокиным, М. Пилипенко, И. Тарабукиным, Г. Варшавским и другими. Известные песни «Под окном черемуха колышется», «Уральская рябинушка», «Едут новоселы», «Белым снегом», «Свердловский вальс» родились именно в Уральском хоре и стали поистине народными.
Широкое признание обрели и яркие, самобытные образцы народной хореографии. «Шестёра», «Семёра» танцевальные картинки «Большой уральский перепляс» в постановке О. Князевой. Вокально-хореографические композиции «Ирбитская ярмарка», «Барыня — сударыня», «Святочные игрища», «Верхотурские гуляния», «Триптих» (созданный по мотивам уральских промыслов) в постановке В. Миронова. А также в постановке А. Черепанова «Зауральская круговая топотуха», «Потихоня», «Уральская барыня», «За околицей».
В XXI веке Уральский русский народный хор ищет новые пути в своем жанре, находится в постоянном поиске новых произведений, новых аранжировок, новых форм. При этом сохраняются и продолжаются и приумножаются традиции, заложенные основателями хора. Новые концертные программы, такие как «Легенда Урала», «Народная песня на века», «Россия — душа моя», «Наша родина — Урал», «Берегите Россию», «Рождественский концерт», музыкальное действо по сказам П. П. Бажова «Сказы дедушки Коковани (грустные и веселые)», музыкальный фестиваль «Грани искусства Евгения Родыгина» и многие другие выстраиваются таким образом, чтобы они были мобильными, а составляющий их репертуар смог удовлетворить самых взыскательных зрителей и слушателей.

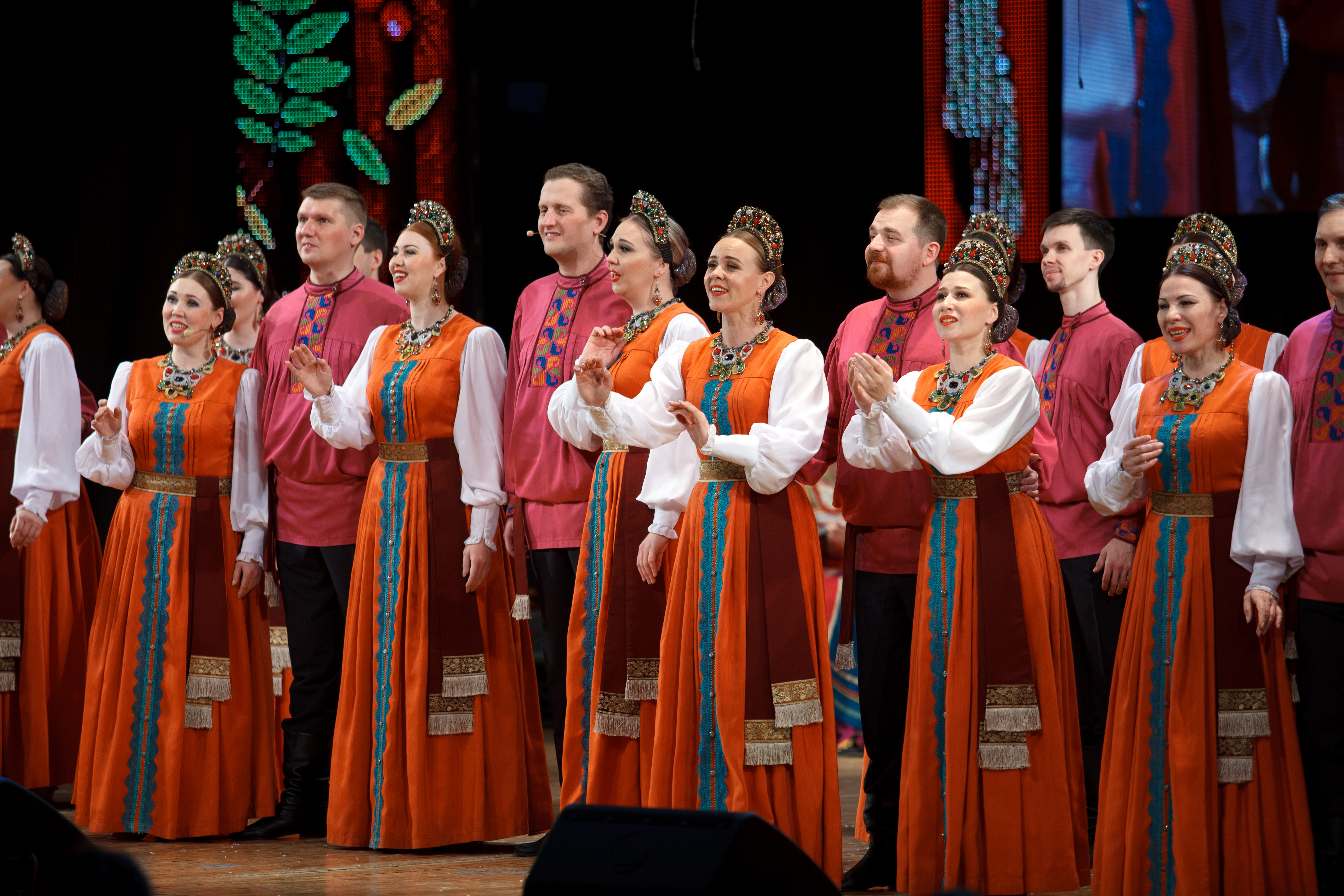

Привлечение современных уральских и российских композиторов, аранжировщиков и хореографов делает репертуар актуальным, обладающим новизной при этом сохраняющие заложенные традиции.

## Состав
В составе коллектива хоровая, танцевальная и оркестровая группы.
Уральский хор базируется в Уральском центре народного искусства в Екатеринбурге. 
Входит в государственное автономное учреждение культуры Свердловской области «Уральский центр народного искусства». https://urfolk-art.ru/uralskij-narodnyj-hor/sostav-uralskogo-hora-2/

## Фильмография
- Уральский народный хор https://www.youtube.com/watch?v=zVSaP9ut2iM
- Уральская рябинушка (1969) Производство: Свердловская киностудия https://www.youtube.com/watch?v=qqXaeRK6zc4&t=1478s

## Награды
- Почётная грамота Президиума Верховного Совета РСФСР (1968 год)[3].
- Почётная грамота Президиума Верховного совета Российской Федерации (23 июля 1993 года) — за большие заслуги в эстетическом воспитании трудящихся, пропаганду народного искусства и в связи с 50-летием со дня создания[4].
- Национальная премия «Имперская культура» имени Эдуарда Володина (2021 год)[5].